# Jiaohe (Ruinenstadt)
| Uigurische Bezeichnung          | Uigurische Bezeichnung |
| ------------------------------- | ---------------------- |
| Arabisch-Persisch (Kona Yeziⱪ): | يارغول قەدىمقى شەهىرى  |
| Lateinisch (Yengi Yeziⱪ):       | Yarƣol ⱪədimⱪi xəⱨiri  |
| Kyrillisch (Sowjetunion):       | Ярғол қәдимки шәһири   |
| Aussprache in IPA:              | [jarɣoɫ qɛdimqi ʃɛhri] |
| andere Schreibweisen:           | Yarghol, Yarghul       |
| Chinesische Bezeichnung         |                        |
| Kurzzeichen:                    | 交河故城遗址           |
| Langzeichen:                    | 交河故城遗址           |
| Umschrift in Pinyin:            | Jiāohé gùchéng yízhǐ   |
| Umschrift nach Wade-Giles:      | Chiao-ho               |

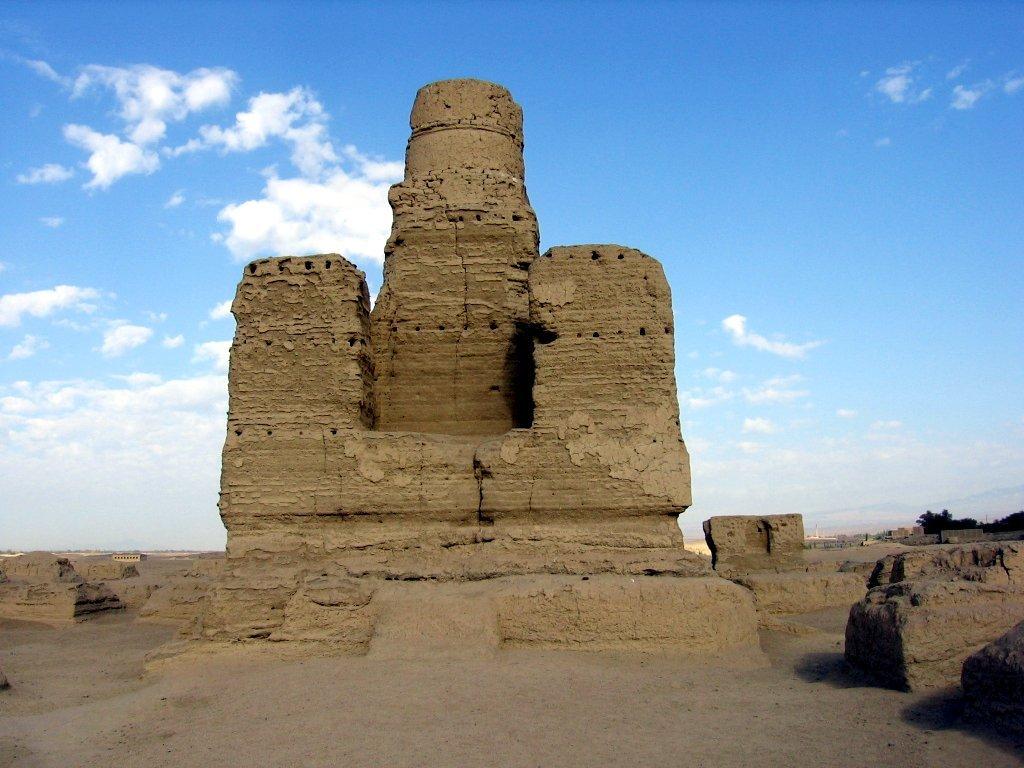
Stupa in Jiaohe

Die Ruinenstadt von Jiaohe bzw. altuigurisch-mongolisch Yar-Khoto (chinesisch 雅尔湖故城, Pinyin Yǎ’ěrhú gùchéng) ist eine archäologische Stätte auf dem Gebiet der Stadt Turfan in Xinjiang, China. Sie liegt circa 10 km westlich von Turfan auf einem über 30 m hohen Felsplateau im Yarnaz-Tal.

## Geschichte
Die Stadt hat eine sehr lange Geschichte und erlebte von der Zeit der Sechzehnkönigreiche bis in die Zeit der Nördlichen Dynastien im Gaochang-Reich und in der frühen Tang-Zeit ihre Blütezeit. Es sind die Ruinen ehemaliger Privat- und Verwaltungsgebäude zu sehen, am Nordrand sind Reste zweier buddhistischer Klöster und eines großen Stupas zu sehen. 
Nach historischen Berichten war die Stadt von 108 v. Chr. bis 450 die Hauptstadt des früheren Reiches Cheshi (chin. Cheshi qian wangguo 车师前王国), eines der Sechsunddreißig Reiche der Westlichen Regionen. Die Stadt wurde bereits in der Han-Zeit von den Chinesen als Festung in Anspruch genommen. In frühen Jahren der Tang-Dynastie war das Kommandobüro des Gouvernements Anxi, die höchste Militär- und Verwaltungsinstitution des Westlichen Region (Xiyu), hier stationiert (640-658), das später nach Kuqa verlegt wurde. In der zweiten Hälfte des 13. Jahrhunderts brannte die Stadt nieder.
Die Stätte wurde Ende des 19. Jahrhunderts von dem Russen Dimitri Klementz erforscht, in den späten 1920er-Jahren von Huang Wenbi.
Seit 1961 steht die Stätte auf der Liste der Denkmäler der Volksrepublik China in Xinjiang (1-155), seit 2014 ist sie Bestandteil der UNESCO-Welterbestätte mit dem Titel Seidenstraßen: das Straßennetzwerk des Chang'an-Tianshan-Korridors.